# Holboellia grandiflora
Holboellia grandiflora là một loài thực vật có hoa trong họ Lardizabalaceae. Loài này được Réaub. mô tả khoa học đầu tiên năm 1906.